# Limon (architecture)
Pour les articles homonymes, voir Limon.

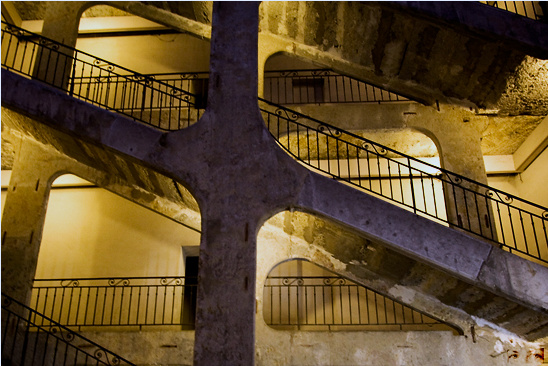
Plan serré sur le limon de l'escalier à volées droites superposées de la cour des Voraces à Lyon 1er.

Le limon est la pièce d'appui qui suit la rampe de l'escalier du côté du jour (c'est-à-dire du côté opposé au mur) dans lequel s'incrustent les marches, contre-marches et les balustres ou les barreaux de la rampe.
On distingue le « limon à la française » (poutre de section rectangulaire dans laquelle les marches et les contre-marches sont encastrées) du « limon à l'anglaise », aussi appelé « limon à crémaillère » (poutre de section rectangulaire taillée en crémaillère sur laquelle les marches sont posées).
Selon les cas, le limon est en bois, en métal, en pierre (« limon appareillé », solidaire de la marche dans le cas des escaliers en pierre de taille). Dans le cas d'un escalier en béton, le limon n'est pas systématique (la volée peut être une dalle autonome).
Dans le cas de limon pour un escalier en pierre, celui-ci n'a qu'une fonction esthétique. Le limon n'est aucunement un renfort pour soutenir les marches qui tiennent d'elles-mêmes dans le mur. Le seul cas où le limon sert de structure portante pour les marches d'un escalier en pierre est lorsqu'il y a un limon de chaque côté des marches.
Le « faux-limon » est le limon de décoration (le plus souvent peint) intégré au mur de la cage d'escalier.

Illustration des différents éléments
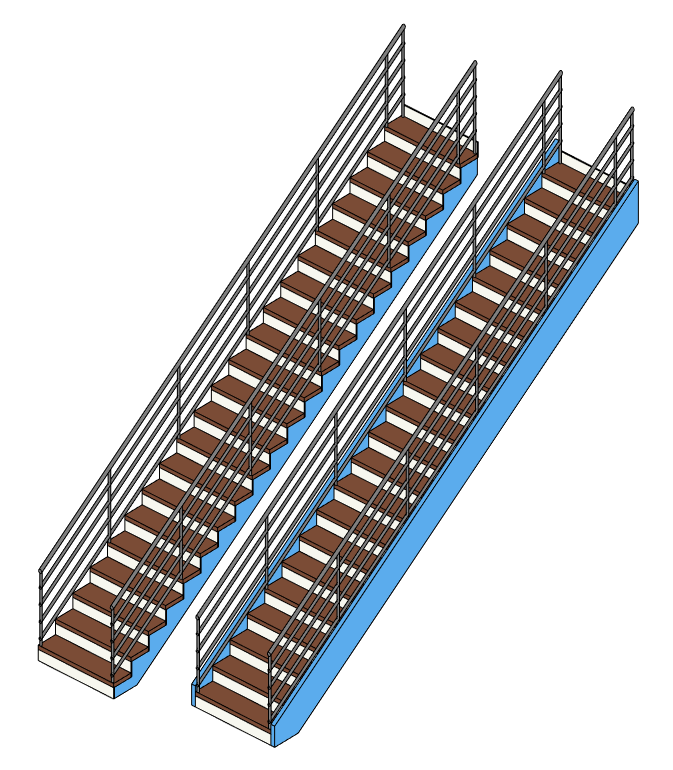
Limon représenté en bleu. Limon à la française (fermé) à droite. Limon à crémaillère (ouvert) à gauche.
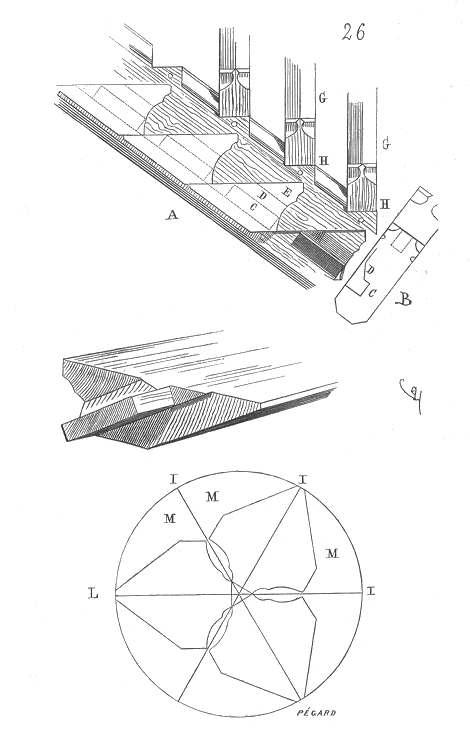
Limon droit présenté en face intérieure (A) et en coupe (B).